# Мъжки салеп
Мъжки салеп (Orchis mascula) е вид грудкова орхидея.

## Описание
Мъжкият салеп е сравнително едра орхидея с височина 15 – 60 см. Устната е триделна, в основата по-светла с гъсти тъмнорозови точици, по периферията вълнообразна. Шпората е изправена, цилиндрична, дълга, колкото устната.

## Разпространение
В България се среща в Западна и Средна Стара планина. Не е защитен вид.